# Dorfkirche Baben

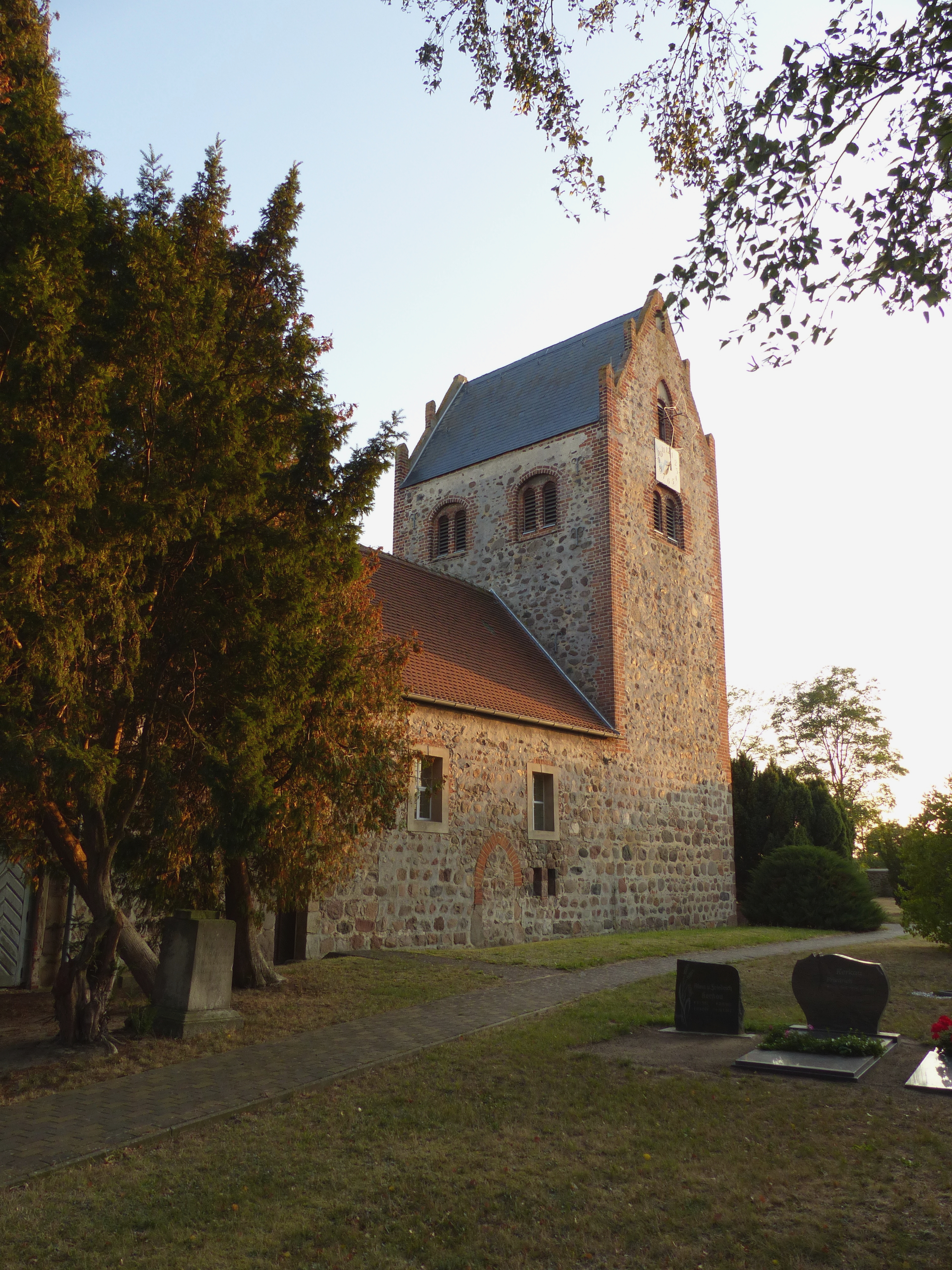
Dorfkirche Baben

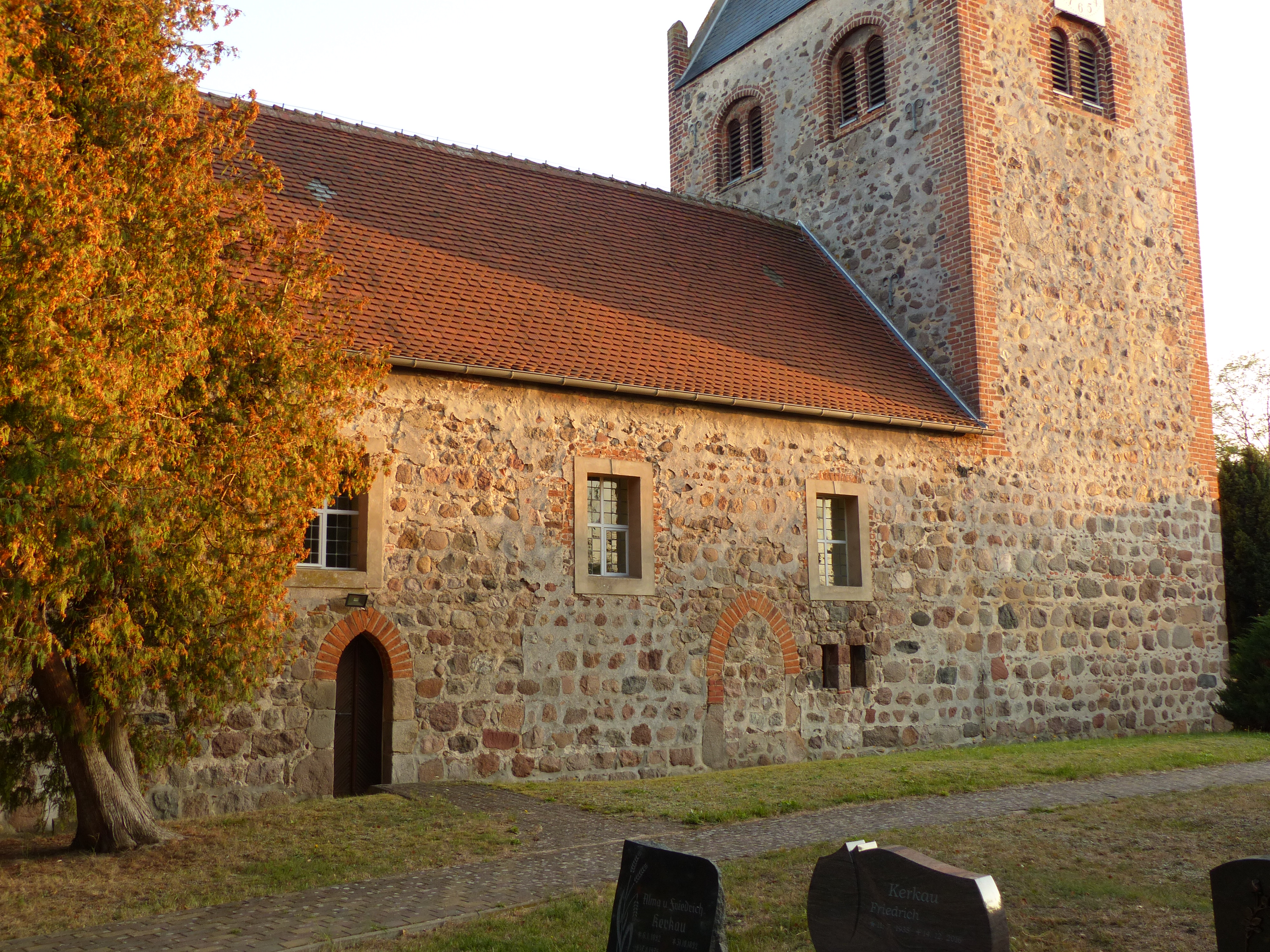
Ansicht von Norden

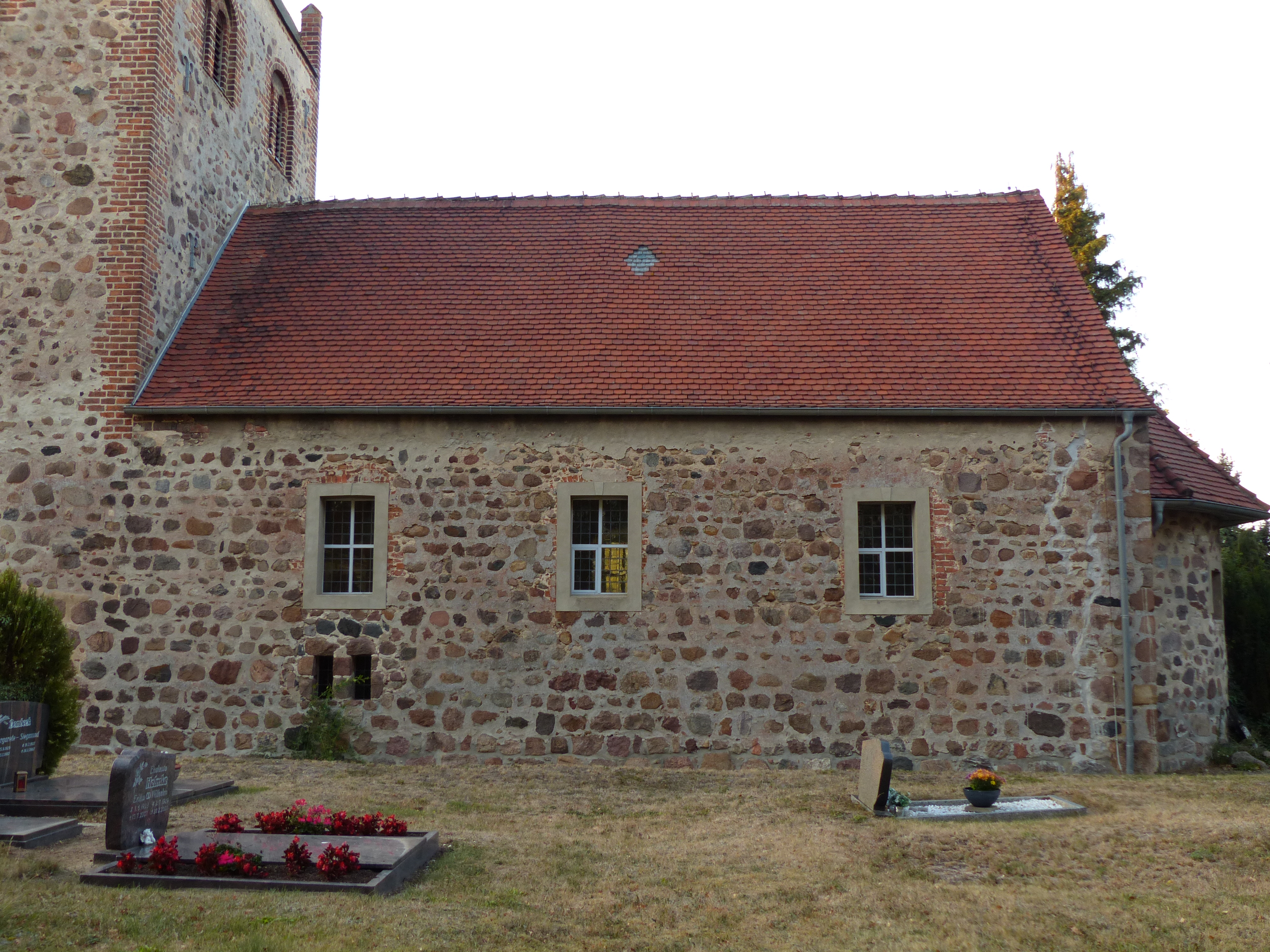
Ansicht von Süden

Die evangelische Dorfkirche Baben ist eine romanische Saalkirche im Ortsteil Baben von Eichstedt (Altmark) im Landkreis Stendal in Sachsen-Anhalt. Sie gehört zum Pfarrbereich Arneburg im Kirchenkreis Stendal der Evangelischen Kirche in Mitteldeutschland (EKMD).

## Geschichte und Architektur
Die Saalkirche ist ein massiges Bauwerk aus unregelmäßigem Feldsteinmauerwerk vermutlich vom Anfang des 13. Jahrhunderts, das aus einem Westturm und einem gestreckten Schiff gleicher Breite besteht. Die Fenster wurden 1725 verändert, die halbkreisförmige Apsis und das Westportal wurden im Jahr 1910 geschaffen. Der mit Fialen geschmückte obere Abschluss des Turms und die gekuppelten Schallöffnungen in segmentbogenförmigen Blenden wurden vermutlich zu Anfang des 16. Jahrhunderts erbaut.
Das Innere ist durch den barocken Ausbau von 1725 geprägt. Die Decke ist mit kräftigem Stuckgesims und einer Hohlkehle sowie Stuckspiegeln gestaltet, im mittleren ist ein Reliefmedaillon vermutlich des Königs Friedrich Wilhelms I. angeordnet. Die Westempore wurde 1910 seitlich erweitert.

## Ausstattung
Das Hauptstück der Ausstattung ist ein prächtiger, reich geschnitzter Kanzelaltar, der als Säulenaufbau mit gesprengtem Giebel und Wappen aus Akanthus mit Bandelwerk gestaltet ist; der Kanzelkorb erhebt sich über einer Mosesbüste und ist seitlich von Schnitzfiguren der Apostel Petrus und Paulus flankiert und wurde 1971 restauriert. Die barocke Sandsteintaufe wurde um 1725/1730 geschaffen, die Orgel um 1880. Zwei Inschriftgrabsteine erinnern an Pfarrer Johann Hoier († 1616) und Andreas Eberhard Schulze († 1729).
Im Turm hängen drei Glocken aus Stahl, die von der Firma Schilling & Lattermann in Apolda als Ersatz für die im Ersten Weltkrieg abgegebenen Glocken geliefert wurden.